# 1549 в Україні
1549 в Україні — це перелік головних подій, що відбулись у 1549 році на території сучасних українських земель. Також подано список відомих осіб, що народилися та померли в 1549 році. Крім того, зібрано список пам'ятних дат та ювілеїв 1549 року.

## Події
- Татарський набіг, в ході якого було пограбовано Житомир; Тернопіль нападники не здолали.

## Особи

### Померли
- березень/квітень — Іван (Януш) Юрійович Гольшанський-Дубровицький — князь роду Гольшанських, урядник ВКЛ. (нар. 1505).
- Мака́рій Туча́пський — намісник митрополита Київського, Галицького та всієї Руси в Галичині (1535—1539), перший (по відновленні Галицької єпархії) православний єпископ львівський (з 1539 року), висвячений київським митрополитом Макарієм II[1].
- Федько (Федір Молодший) Вишневецький — князь українсько-литовського походження, військовий та політичний діяч Великого князівства Литовського.

## Засновані, створені
- Калуш отримав магдебурзьке право.
- Письмові згадки про села Буданів (Теребовлянський район), Звиняч (Чортківський район) на сучасній Тернопільщині.

## Пам'ятні дати та ювілеї
- 675 років з часу (874 рік):
  - другого походу князя Аскольда до Константинополя: було укладено мирну русько-грецьку угоду без облоги столиці Візантійської імперії[2][3]
- 525 років з часу (1024 рік):
  - жовтень — Листвинської битви між найманцями-варягами великого князя київського Ярослава Мудрого та чернігівсько-тмутороканською дружиною його брата князя Мстислава Володимировича Хороброго в якій переміг Мстислав та зберіг владу в Чернігівських землях[4].
- 450 років з часу (1099 рік):
  - битви в урочищі Рожне Поле (поблизу нинішнього міста Золочева Львівської області) в ході міжусобної війни на Русі в 1097—1100 роках, коли об'єднана галицька дружина Володаря та Василька Ростиславичів здобула перемогу над військом київського князя Святополка Ізяславича, поклавши край претензіям Києва на галицькі землі[5].
- 425 років з часу (1124 рік):
  - поділу Галичини між князями Васильковичами, з роду Василька Ростиславича, та Володаревичами.
- 400 років з часу (1149 рік):
  - захоплення Києва суздальським князем Юрієм Довгоруким[6][7][8] у ході міжусобної війни на Русі 1146—1154 років[9][10].
- 375 років з часу (1174 рік):
  - зайняття київського престолу смоленським князем Романом Ростиславичем[11], обіймав до 1176 року.
- 350 років з часу (1199 рік):

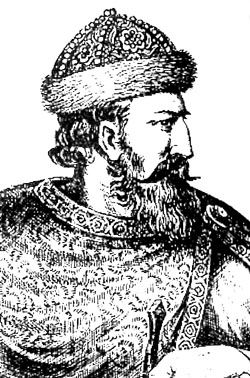
Засновник єдиного Галицько-Волинського князівства волинський князь Роман Мстиславович Великий

- - об'єднання волинським князем Романом Мстиславовичем Великим Галицької і Волинської земель і утворення єдиного Галицько-Волинського князівства[12].
- 275 років з часу (1249 рік):

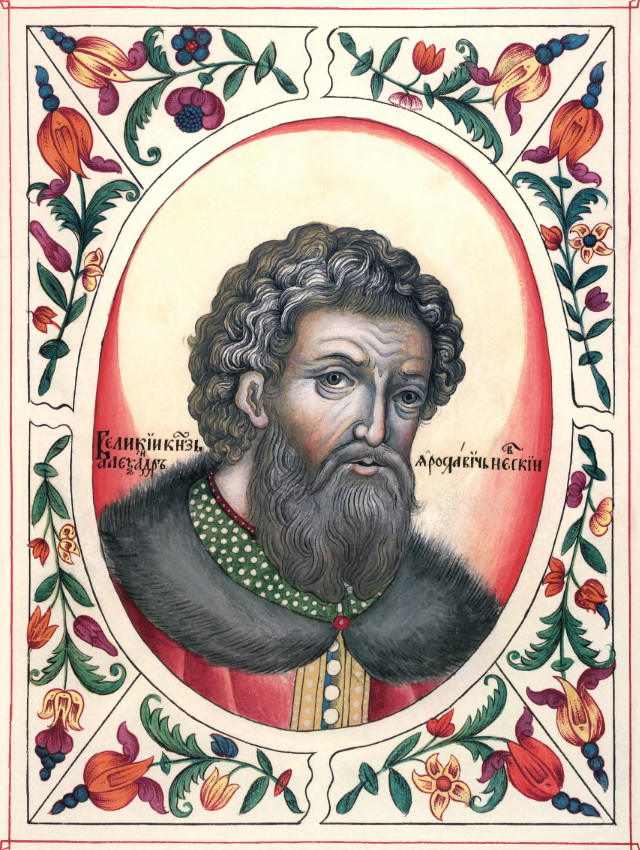
Великий князь київський Олександр Невський в 1549—1263 роках

- - отримання у Золотій Орді ярлика на княжіння в Києві князя новгородського Олександра Ярославовича Невського — Великого Князя Київського (до 1263 року)[13].
- 250 років з часу (1299 рік):
  - перенесення митрополитом Київський Максимом митрополію з Києва у місто Владимир на Клязьмі[14].
- 225 років з часу (1324 рік):
  - битви на річці Ірпінь між литовсько-руською армією Великого князя Литовського Гедиміна та дружиною Київського князівства під проводом київського князя Станіслава, що був васалом Золотої Орди. Здобувши перемогу, Гедимін призначив намісником Київського князівства Міндовга, князя Гольшанського, і приєднав до Великого князівства Литовського Київське, Волинське та Сіверське князівства[15].

- 200 років з часу (1349 рік):

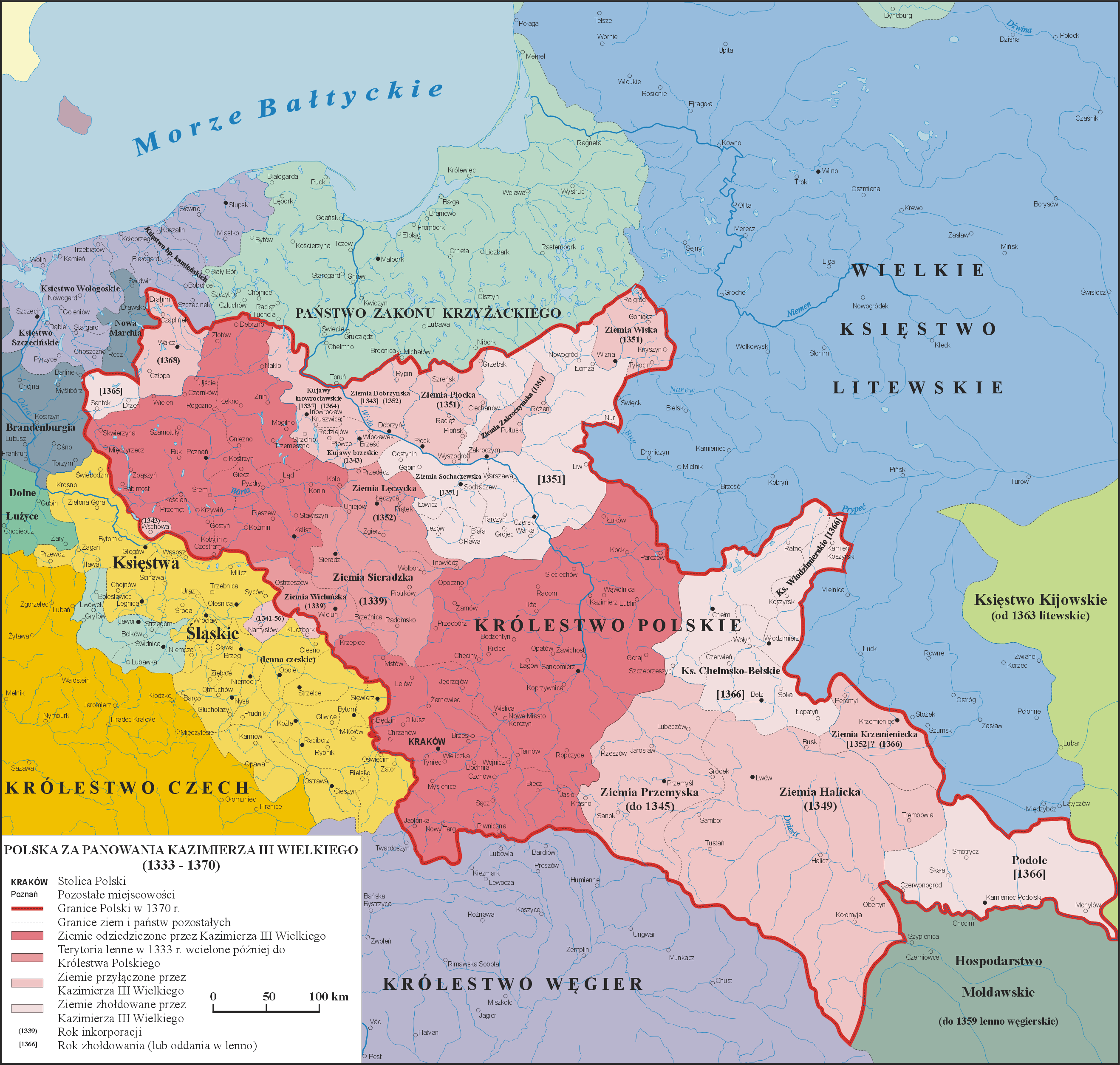
Володіння Короля Казимира. Червоним на карті позначено Королівство Польща, а білим карті позначено Королівство Русь

  - захоплення більшої частини Галичини зі Львовом включно і Волині польським королем Казимиром III Великим за підтримки Чехії та Угорщини, які по його смерті стали спадковими землями угорських монархів, котрі до початку ХХ століття титулувались королями Галичини та Володимирії[16].

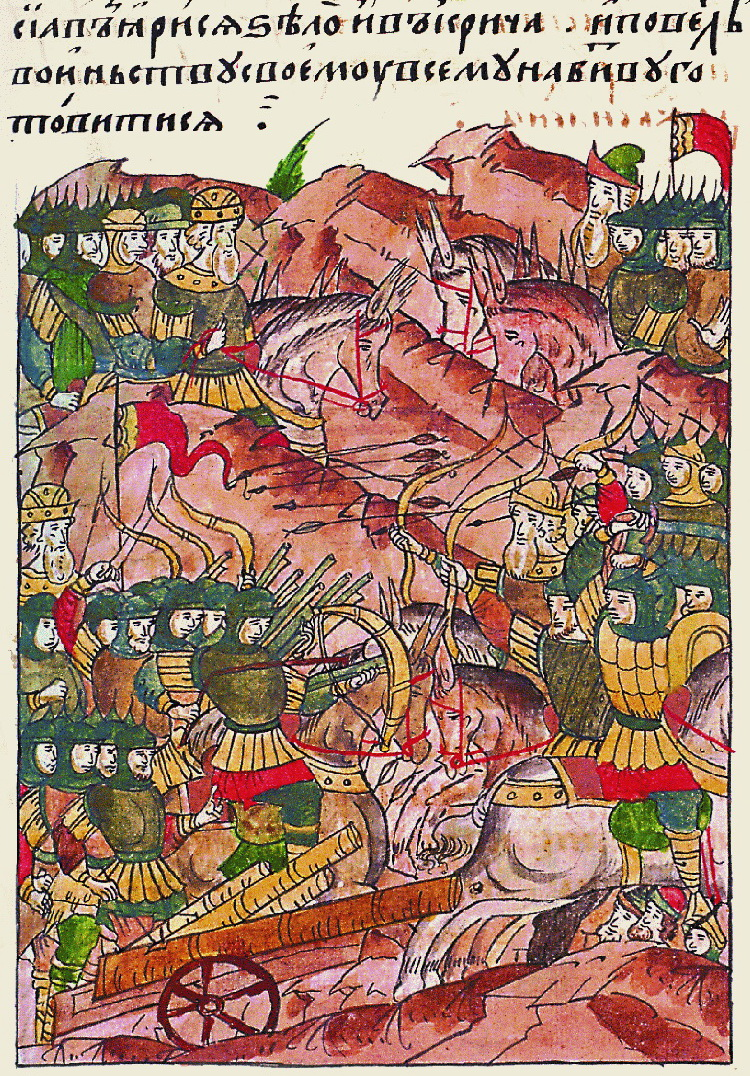
Битва на Ворсклі. Лицевий літописний звід

- 150 років з часу (1399 рік):

- - 12 серпня — битви на річці Ворсклі, коли війська Золотої Орди під командуванням Едигея розгромили литовсько-русько-монгольсько-тевтонське військо Великого князя литовського Вітовта, котрий виступив на підтримку скинутого монгольського хана Тохтамиша[17].
- 100 років з часу (1449 рік):

Прапор Кримського ханату

- - заснування Кри́мського ха́нства (ханату)[18][19] (крим. Qırım Hanlığı, قريم خانلغى‎), самоназва — Кримський престол[18] (крим. Taht-i Qırım ve Deşt-i Qıpçaq, Та́хт-і Крим вє Де́шт-і Кипча́к на чолі якого стояла станово-представницька історична кримськотатарська династія Ґераїв.

### Міст, установ та організацій
- 650 років з часу (899 рік):
  - заснування поселення Лтава, відомого зараз як місто Полтава[20][21]
- 375 років з часу (1174 рік):
  - 12 липня — першої письмової згадки про місто Полтава[22], коли в Іпатіївському літописі було описано укріплення на ріці Лтаві[23].
- 225 років з часу (1324 рік):
  - надання Магдебурзького права місту Володимиру-Волинському.

### Видатних особистостей

#### Народження
- 525 років з часу (1024 рік):

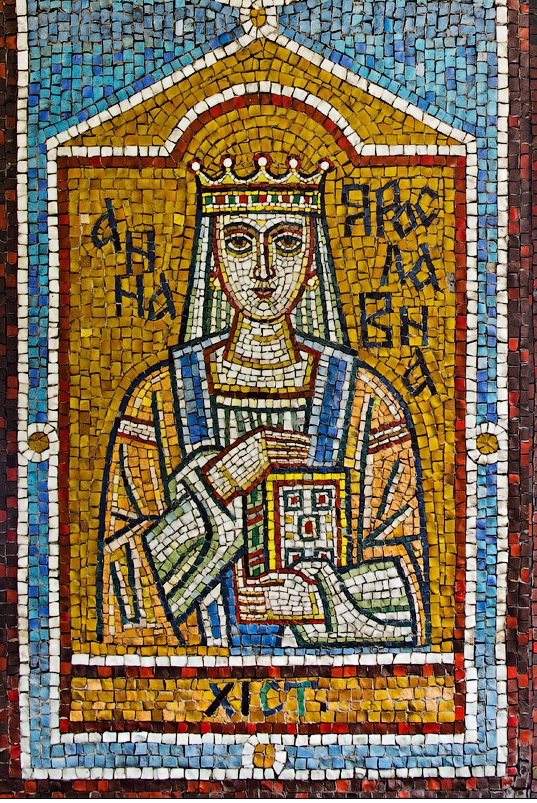
донька князя Ярослава Мудрого Анна Ярославна (1024—1079)

  - народження Анни Ярославни — королеви Франції (1051—1060 рр.); доньки князя Ярослава Мудрого і шведської принцеси Інгігерди, другої дружини французького короля Генріха I Капета. (пом.. 1079)[24].
  - народження Ізясла́ва Яросла́вича — Великого князя київського (1054—1068, 1069—1073, 1077—1078)[18]. Зять польського короля Мешка ІІ (з 1043)[18]. (пом.. 1078).
- 125 років з часу (1424 рік):
  - 31 жовтня — Владислава III Варненчика (пол. Władysław III Warneńczyk) — король польський (з 1434), король угорський як Уласло I (угор. I. Ulászló, з 1440), володар та спадкоємець Русі (Галицько-Волинського князівства)[25]. (пом.. 1444)
- 75 років з часу (1474 рік):
  - Павла Русина — українського та польського поета і мислителя доби Відродження[26]. (пом.. 1517).

#### Смерті
- 500 років з часу (1049 рік):
  - смерті Феопемпта — Митрополита Київського і всієї Русі.
- 475 років з часу (1074 рік):

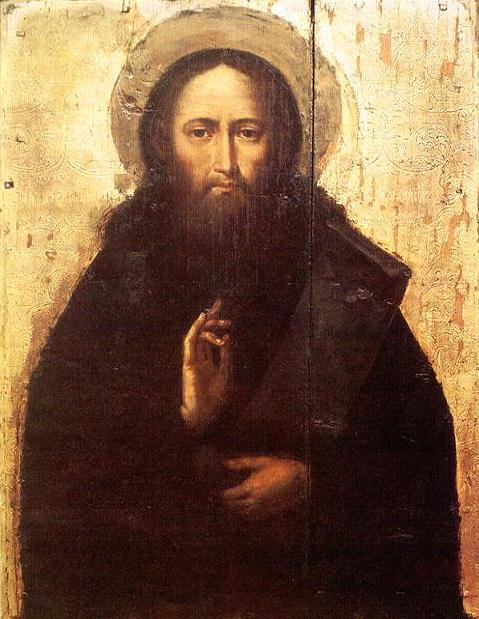
Ікона Феодосія Печерського

- - смерті Анастасії Ярославни — королеви Угорщини (1046—1061 рр.), дружини короля Андрія I; доньки Ярослава Мудрого та Інгігерди. (нар.. 1023).
  - 3 травня — смерті Феодосія Печерського — ігумена Києво-Печерського монастиря, одного з основоположників чернецтва на Русі. (нар.. бл. 1009).
- 450 років з часу (1099 рік):
  - 12 червня — смерті Мстислава (Мстиславця) Святополковича — князя володимирського, ймовірно старшого сина Великого князя київського Святополка Ізяславича[27].
- 425 років з часу (1124 рік):
  - 28 лютого — смерті Василька Ростиславича[28]) — теребовлянського князя, який разом з братами Рюриком та Володарем — один із засновників незалежного Галицького князівства. (нар.. бл. 1066).
  - 19 березня — смерті Волода́ра Ростиславича — князя звенигородського (1085—1549) та перемиського (1092—1549) з династії Рюриковичів.
- 350 років з часу (1199 рік):
  - смерті Володимира Ярославича — галицького князя, останнього з гілки роду — Ростиславичів галицьких. (нар.. бл. 1151).
  - смерті Ярослава Мстиславича (Красного) — князя переяславського (1187—1549), сина князя Мстислава Юрійовича і онука Юрія Долгорукого.
  - 25 грудня — смерті Ілони Угорської — угорської принцеси з династії Арпадів, доньки короля Угорщини Гези II та київської княжни Єфросинії Мстиславівни. (нар.. бл. 1145).
- 300 років з часу (1249 рік):
  - смерті Агапіта I — церковного діяча часів занепаду Великого князівства Київського, архімандрита Києво-Печерського монастиря.
- 25 років з часу (1524 рік):
  - смерті Гази́ I Ґера́я (крим. I Ğazı Geray, ١ غازى كراى‎ — кримського хана у 1523—1549 роках із династії Ґераїв. (нар.. 1504)[29].